# La carica dei 101 II - Macchia, un eroe a Londra
La carica dei 101 II - Macchia, un eroe a Londra (101 Dalmatians II: Patch's London Adventure) è un film d'animazione direct-to-video del 2003 diretto da Jim Kammerud e Brian Smith. È un prodotto da Walt Disney Television Animation e distribuito da Buena Vista Home Entertainment il 21 gennaio 2003. Il film è il sequel del Classico Disney del 1961 La carica dei cento e uno.

## Trama
Rudy e Anita stanno preparando le valigie per traslocare in una casa di campagna, ma il cucciolo Macchia viene dimenticato a casa per errore. Non volendo restare nella vecchia casa, Macchia decide di seguire un furgone pubblicitario dei suoi croccantini preferiti, per raggiungere Fulmine, il cane più eroico della televisione, che si trova a Londra.
Nel frattempo, Crudelia De Mon si trova in libertà vigilata: le è proibito acquistare qualsiasi tipo di pelliccia e la sua auto è ridotta a un rottame dopo l'incidente del film precedente. Una sera, però, Crudelia vede in una galleria d'arte un dipinto composto da uno sfondo bianco e una macchia nera al suo interno, rimanendone impressionata. Dopodiché entra e conosce l'autore di tale dipinto, Lars, il quale le mostra altri suoi quadri, tutti a tema macchie. Crudelia chiede a Lars di farne uno per lei e lui accetta, ma ogni volta che ci prova la donna non gradisce l'opera d'arte. 
Intanto Macchia arriva al teatro dove si trova Fulmine per il concorso che si sta svolgendo, il cui vincitore apparirà in TV con Fulmine. Il cucciolo però fallisce il provino e viene deriso da tutti, compreso Fulmine. Ritiratosi nel suo camerino, Fulmine scopre dal suo assistente Lampo che i produttori vogliono sostituirlo con un altro cane e scappa via. Fulmine incontra Macchia, che gli spiega un modo per salvare un gatto su un albero. Il metodo funziona, e quando Fulmine si accorge che Macchia sa tutte le sue puntate a memoria, decide di sfruttarlo: lo convince che lui è il suo aiutante, dopodiché i due girano per Londra affrontando alcune imprese, fallendo ripetutamente.
Intanto Crudelia, stufa che Lars non riesca ad accontentarla, decide di rapire nuovamente i 99 cuccioli. Raggiunta la vecchia casa, Crudelia la trova vuota, ma scopre il nuovo indirizzo grazie a un giornale con una foto di Fulmine e Macchia, in cui quest'ultimo ha la medaglietta con il nuovo indirizzo. Nel frattempo Rudy e Anita scoprono, grazie allo stesso giornale, che Macchia è a Londra, così assieme Pongo e Peggy tornano in città per recuperarlo.
Crudelia, una volta pagata la cauzione ai suoi vecchi scagnozzi Gaspare e Orazio, nel frattempo detenuti in carcere, riesce ad appropriarsi di un furgone di croccantini, con il quale il trio attira e rapisce i 98 cuccioli alla fattoria. Tornati da Lars, i tre gli rivelano che vogliono uccidere i cuccioli, per prenderne la pelle e usarla come tela. Inorridito, il pittore si rifiuta di aiutarli, così Crudelia lo lega e lo imbavaglia per impedirgli di ostacolarla.
Macchia e Fulmine vengono informati del rapimento grazie a un passa-parola tra cani e decidono di entrare in azione. Anche Lampo viene a saperlo e, per paura che Fulmine riesca nell'impresa, decide di raggiungerli per fermarli. Il trio raggiunge il magazzino dove si trovano i cuccioli e ci entrano; purtroppo, Macchia e Fulmine vengono catturati da Crudelia, Gaspare e Orazio, che li mettono in gabbia. Rimasto libero, Lampo rivela a Macchia la verità, cioè che Fulmine altri non è che un attore; inoltre, spiega a Fulmine che non volevano sostituirlo nello show: era una storia che si era inventato per sbarazzarsi di lui e diventare il protagonista della serie. Dopo aver litigato, Macchia e Fulmine cadono in depressione. Uno dei cuccioli fa ricordare a Macchia una mossa utilizzata in passato da Fulmine, così riesce a liberarsi. Subito dopo, Macchia libera anche gli altri cuccioli. Fulmine però, ancora depresso, decide di rimanere in gabbia. I cuccioli riescono a uscire dall'edificio, mentre Fulmine, rimasto solo, libera Lars. 
Crudelia riesce però a raggiungere comunque i piccoli dalmata, che, saliti su un autobus, lo attivano e lo usano per fuggire, inseguiti da Crudelia, Gaspare e Orazio, con il furgone rubato. Dopo aver investito il set cinematografico in cui Lampo stava recitando, arrivano in un vicolo, dove l'autobus si ferma. I cuccioli si nascondono nelle finestre vicine mentre Macchia trattiene i cattivi. Sembra che per Macchia non ci sia speranza, quando arriva Fulmine, accompagnato da Lars. Fulmine riesce a inscenare una sua "finta morte", mentre Macchia spinge in retromarcia l'autobus. Il veicolo finisce contro il furgone rubato, che insegue Crudelia, Gaspare, Orazio e Lampo, facendoli finire dentro il Tamigi. Poco dopo arriva la polizia: Lampo, Orazio e Gaspare vengono nuovamente arrestati, mentre Crudelia viene ricoverata in un reparto psichiatrico. In quel momento arrivano Rudy, Anita, Pongo e Peggy: Macchia si riunisce con Fulmine alla sua famiglia e diventa un eroe per Londra.
Durante i titoli di coda, viene mostrato cosa accade ai personaggi dopo gli eventi del film: Rudy ha scritto una nuova canzone che gli ha fatto ottenere un grande successo e anche diversi premi, Lars diventa un pittore di successo grazie a un dipinto realizzato da Orazio & Gaspare che nel frattempo si redimono e aprono una boutique a Londra, Crudelia De Mon è arrestata, mentre Macchia è diventato il nuovo compagno di Fulmine nella serie.

## Personaggi
- Macchia: protagonista del film, è uno dei numerosi cuccioli di Pongo e Peggy. È l'unico a non essere abituato a una famiglia tanto numerosa. Essendo un cucciolo coraggioso, sogna l'avventura. Il suo eroe è Fulmine, di cui guarda ogni sera la serie. Diventerà sia il braccio destro che il migliore amico di Fulmine. Nell'edizione italiana del classico originale il suo nome era Pizzi. In questo film, ha l’orecchio sinistro di colore nero, mentre quello destro è bianco; invece nel primo film i colori sono invertiti. Nella versione originale è doppiato da Bobby Lockwood.
- Fulmine: il co-protagonista del film. È il pastore tedesco protagonista della serie tv preferita di Macchia. La sua unica vera preoccupazione è evitare che i suoi fan scoprano che non è un eroe, perché altrimenti loro lo odierebbero. Durante il film, diventerà più gentile e coraggioso, divenendo il migliore amico di Macchia. È doppiato nella versione originale da Barry Bostwick.
- Pongo: protagonista del primo film. In questo sequel ha un ruolo marginale, apparendo poche volte. Nella versione originale è doppiato da Samuel West.
- Peggy: co-protagonista del primo film; come Pongo, anche il suo ruolo viene ridotto in questo sequel. Nella versione originale è doppiata da Kath Soucie. Soucie ha anche doppiato le voci aggiuntive.
- Rudy: padrone di Pongo e marito di Anita, doppiato nella versione originale da Tim Bentinck.
- Anita: padrona di Peggy e moglie di Rudy, doppiata nella versione originale da Jodi Benson.
- Nilla: domestica e cameriera di Anita e Rudy. Pronta a tutto per proteggere i cuccioli, che considera figli suoi, viene imprigionata da Orazio e Gaspare, e liberata alla fine del film. Nell'edizione italiana viene chiamata tata. È doppiata nella versione originale da Mary Macleod.
- Gli altri 98 cuccioli, tra cui Rolly, Lucky e Penny. Essi sono stati doppiati nella versione originale da vari doppiatori, come Eli Russell Linnetz, Ben Tibber, Kasha Kropinski, Tara Strong, MacKenzie Sells, Kathryn Beaumont, Ursula Brooks, Aria Noelle Curzon, e così via. Essi sono stati anche accreditati nelle voci aggiuntive.
- Lars: artista fallito che lavora in un piccolo locale. Dopo aver incontrato Crudelia, di cui si innamora, decide di dipingere per lei dei quadri. Quando scopre la sua cattiveria, tenta di aiutare i cuccioli, ma viene imprigionato da Crudelia, e liberato da Fulmine, che aiuterà a raggiungere Macchia. Nella versione originale è doppiato da Martin Short.
- Crudelia De Mon: antagonista principale del film. È una donna crudele e squilibrata, ossessionata dalle pellicce dei cani, soprattutto da quelli dalmata. Dopo la sua sconfitta alla fine del film, verrà arrestata e ricoverata in un reparto psichiatrico. Nella versione originale è doppiata da Susanne Blakeslee.
- Lampo: antagonista secondario del film, è il braccio destro televisivo di Fulmine. È un cane di razza welsh corgi pembroke apparentemente cordiale e gentile, ma in realtà questa è una maschera per nascondere la sua vera natura. Egli infatti è profondamente geloso di Fulmine e la sua grande aspirazione è quella di cacciarlo per essere lui il protagonista nello show. È doppiato nella versione originale da Jason Alexander.
- Gaspare e Orazio: antagonisti terziari del film. Sono i due scagnozzi di Crudelia, due ladri che, dopo la loro liberazione, lavorano nuovamente per lei. Al termine dell'intera vicenda si redimono e decidono di cambiare vita aprendo una botique nel centro di Londra. Sono stati doppiati nella versione originale da Jeff Bennett e Maurice LaMarche.

## Doppiatori
| Personaggio     | Doppiatore originale | Doppiatore italiano  |
| --------------- | -------------------- | -------------------- |
| Macchia         | Bobby Lockwood       | Gabriele Patriarca   |
| Fulmine         | Barry Bostwick       | Saverio Indrio       |
| Crudelia De Mon | Susanne Blakeslee    | Ludovica Modugno     |
| Pongo           | Samuel West          | Francesco Prando     |
| Peggy           | Kath Soucie          | Francesca Fiorentini |
| Rudy            | Tim Bentinck         | Antonio Sanna        |
| Anita           | Jodi Benson          | Chiara Colizzi       |
| Nilla           | Mary MacLeod         | Miranda Bonansea     |
| Lars            | Martin Short         | Mino Caprio          |
| Lampo           | Jason Alexander      | Giorgio Lopez        |
| Gaspare         | Jeff Bennett         | Ennio Coltorti       |
| Orazio          | Maurice LaMarche     | Roberto Ciufoli      |
| Produttore      | Michael Lerner       | Paolo Buglioni       |

## Distribuzione

### Edizione italiana
Il doppiaggio italiano del film venne eseguito dalla Dea 5 e curato da Silvia Monelli. Il cast è completamente diverso da quello del film originale, ma alcuni doppiatori (Ludovica Modugno, Roberto Ciufoli, Ennio Coltorti e Chiara Colizzi) riprendono i loro ruoli dal remake in live action. L'edizione italiana apporta alcuni cambiamenti ai nomi dei personaggi rispetto al Classico Disney, utilizzando un adattamento più fedele all'originale: il protagonista Pizzi è stato ribattezzato Macchia, mentre Nilla viene chiamata semplicemente "tata". Inoltre è stato completamente cambiato il testo della canzone "Dalmatian Plantation".

### Edizioni home video

#### VHS
La prima e unica edizione VHS uscì in Italia il 13 febbraio 2003, insieme alla prima edizione DVD.

#### DVD
La prima edizione DVD uscì in Italia il 13 febbraio 2003, insieme all'edizione VHS. La seconda edizione DVD uscì il 3 settembre 2008. Il DVD include tutti i contenuti dell'edizione precedente insieme ad alcuni di nuovi. La terza edizione DVD è uscita il 1º agosto 2012. 

#### Blu-ray
La prima edizione BD del film è uscita in Italia il 1º agosto 2012.

## Riconoscimenti
- DVD Exclusive Awards 2003
  - "Best Animated DVD Premiere Movie", "Best Animated Character Performance in a DVD Premiere Movie", "Best Director of a DVD Premiere Movie", "Best Editing of a DVD Premiere Movie" e "Best Original Score in a DVD Premiere Movie"